# ゆりちかへ ママからの伝言
ゆりちかへ ママからの伝言（ゆりちかへ・ままからのでんごん）は、テレニン晃子著の手記。

## 原作概要
2007年10月1日、書肆侃侃房初刊
2011年2月25日、幻冬舎文庫
詳細はテレニン晃子を参照

## テレビドラマ
2013年1月26日（土曜）の21:00-23:06、名古屋テレビ放送開局50周年特別ドラマとしてテレビ朝日系列で放映された。
原作では福岡県小郡市である舞台が、神奈川県小田原市に変更されている。

### キャスト
- 小山田晃子：常盤貴子
- 小山田亮太：田辺誠一
- 中井美津子（晃子の母）：十朱幸代
- 中井裕子（晃子の妹）：中村ゆり
- 村田和江（出版社編集者・原作クレジットの「田島安江」にあたる）：片平なぎさ
- 内田真人（小田原総合病院外科医、晃子の主治医）：柴俊夫
- 山口肇（美津子の友達）：泉谷しげる
- 小山田柚莉亜：中島夢乃（乳児期）、篠原ことみ（幼少期）、横溝菜帆（幼少期）、庵原涼香（小学生）
- 大谷みつほ、柊子、森郁月、西野亮廣、佐藤裕二、鈴木しおり
- 真白リョウ、植田浩二、西川瑞、浜崎堅太、杉山一士

### スタッフ
- 原作：テレニン晃子「ゆりちかへ ママからの伝言」、田島安江[3]「もう一冊のゆりちかへ～テレニン晃子さんとの日々」
- 脚本：吉澤智子
- 監督：若松節朗
- 音楽：住友紀人
- 主題歌：Hilcrhyme「想送歌」
- 医事監修：鳥海弥寿雄（東京慈恵会医科大学附属病院）
- バンド協力：高野昭彦、佐藤瞬
- 監督補：村谷嘉則
- ロケ協力：日本航空、読谷村役場、かりゆしビーチ、小田原市、静岡まきのはらフィルムコミッション、関東学院大学　ほか
- 特殊造形：松井祐一
- 技術協力：アップサイド
- 照明協力：フジライティング・アンド・テクノロジイ
- 美術協力：フジアール
- スタジオ：日活撮影所
- 協力プロデューサー：井上昇宗
- プロデューサー補：椛澤節子
- チーフプロデューサー：福嶋更一郎（メ～テレ）
- プロデューサー：太田雅人（メ～テレ）、井口喜一（共同テレビ）
- 制作プロダクション：共同テレビジョン（ノークレジット[1]）
- 制作著作：メ～テレ